# ムッシュとマドモアゼル
『ムッシュとマドモアゼル』（L'Animal）は1977年のフランスの映画。主演はジャン・ポール・ベルモンド。
日本では1981年に公開され、その後は日本語吹き替えでテレビ放送も行われた。その後2020年に『ジャン＝ポール・ベルモンド傑作選』として、「大盗賊」「大頭脳」「恐怖に襲われた街」「危険を買う男」「オー!」「警部」「プロフェッショナル」とともに上映された。

## キャスト
※括弧内は日本語吹替（初回放送1984年3月31日 TBS『土曜映画』）
- マイク：ジャン＝ポール・ベルモンド（津嘉山正種）- スタントマン。
- ブルーノ：ジャン＝ポール・ベルモンド（青野武）- 高所恐怖症のスター俳優。
- ジェーン：ラクエル・ウェルチ（宗形智子）- マイクの恋人でスタントウーマン。
- ヒヤシンス：シャルル・ジェラール
- フェヒナー：ジュリアン・ギオマール
- ドリス：ダニー・サヴァル

## スタッフ
- 監督：クロード・ジディ
- 製作：ピエール・ゴシェール
- 製作総指揮：クリスチャン・フェシュネール
- 脚本：ミシェル・オーディアール、ドミニク・ファーブル、クロード・ジディ
- 撮影：クロード・ルノワール
- 音楽：ウラディミール・コスマ